# Mishicot
Mishicot é uma vila localizada no estado norte-americano de Wisconsin, no Condado de Manitowoc.

## Demografia
Segundo o censo norte-americano de 2000, a sua população era de 1422 habitantes.
Em 2006, foi estimada uma população de 1401, um decréscimo de 21 (-1.5%).

## Geografia
De acordo com o United States Census Bureau tem uma área de
6,6 km², dos quais 6,6 km² cobertos por terra e 0,0 km² cobertos por água. Mishicot localiza-se a aproximadamente 208 m acima do nível do mar.

## Localidades na vizinhança
O diagrama seguinte representa as localidades num raio de 16 km ao redor de Mishicot.